# Choapa, Zongolica
Choapa är en ort i Mexiko.   Den ligger i kommunen Zongolica och delstaten Veracruz, i den sydöstra delen av landet, 240 km öster om huvudstaden Mexico City. Choapa ligger 904 meter över havet och antalet invånare är 726.
Terrängen runt Choapa är kuperad västerut, men österut är den bergig. Runt Choapa är det ganska tätbefolkat, med 155 invånare per kvadratkilometer. Närmaste större samhälle är Córdoba, 16,9 km norr om Choapa. I omgivningarna runt Choapa växer i huvudsak städsegrön lövskog.